# 晚安小雞事件
晚安小雞事件為臺灣網路直播主晚安小雞及阿鬧等人在柬埔寨發生之刑事案件。事件为晚安小雞前往詐騙園區，在直播中疑似被抓并失去联系后又逃出，但柬埔寨政府称事件为伪造，西哈努克省級法院则判处2人监禁。

## 當事人
陳能釧（外号晚安小雞；1993年4月30日—），臺灣直播主，直播以恐怖探險為主，直播內容經常出現非自然現象，或不符常理之事。
魯祖顯（外号阿鬧；1990年—），臺灣直播主。

## 事件經過

### 傳出失蹤
2024年2月12日（大年初三），晚安小雞前往柬埔寨「凱博園區」進行直播探險，表示要將內部真實情況給大家看，在拍攝處中，他表示發現有血的痕跡等詭異之處，後因腳步聲過大而引起身穿軍服且持槍的工作人員注意，因此晚安小雞便開始進行躲藏邊拍直播，最終被工作人員發現，晚安小雞向工作人員不斷道歉，並表示初衷只是不想要再有人受騙。

### 親友表示與當事人失聯
隔日凌晨，晚安小雞妻子「愛婆」與傑哥於晚安小雞粉絲專頁進行直播，證實找不到晚安小雞本人。
傑哥於直播中表示，此次直播是晚安小雞決定一人前往，有關詳細行程，其他人並不知情。他透露當初當地地陪是透過朋友旅行社協助接洽安排，旅行社導遊是他介紹，因此有請當地旅行社幫忙，因為時間很晚，目前還沒有找到導遊跟晚安小雞，引起各界關注。

### 逃出直播
2024年2月13日，晚安小雞再度開直播，他表示自己已經逃出來了，畫面中亦可發現他狂奔的影像。
晚安小雞表示，被綁架期間身上現金皆遭洗劫一空，衣服也遭利器刮破，同時也遭到好幾名男子用電擊棒凌虐、頭髮被剃了一半。
該直播發佈後，西港省長郭宗朗在臉書刊出晚安小雞之肖像進行協尋，可知當地政府已經開始關注此起事件。
針對此事件，刑事局回應表示，經瞭解目前未接到該名網紅家屬聯繫警方，外交部也未接獲急難救助，刑事局持續與外交部及駐外單位保持聯繫。

## 被捕和调查
2024年2月15日柬埔寨媒體《Fresh News》報導，表示晚安小雞已在當地公寓被警方逮捕，警方在公寓中發現鬼娃娃、鬼面具等物品，疑似為拍攝直播之道具，因此被警方視為證物而沒收。
警方指控，晚安小雞在「傳說中鬧鬼地」、飯店、賭場與工地等實際上沒有發生事件的地方拍攝，造成外國遊客的恐慌與疑慮，而「晚安小雞」被逮捕後也供稱是為了流量才會做出這行為。

### 當地政府召開記者會
2024年2月15日，當地政府與警方召開記者會，由西港省長郭宗朗主持，會場有多名警方與甫被逮捕的直播主晚安小雞及阿鬧，現場亦展示多件警方蒐集之證物。
記者會中，晚安小雞及阿鬧坦承拍攝影片為變造，並對自己行為感到相當後悔。
晚安小雞表示：「希望柬埔寨政府可以給我們一次機會，以我們的流量讓大家知道柬埔寨其實是個治安非常好的地方，沒有像國際新聞寫的有那麼多事情發生。」
柬埔寨警方表示，晚安小雞等人自入境時便開始製造假訊息，並拍攝造假影片，造成旅客恐慌，也讓柬埔寨聲譽受損。
記者會途中，兩人向郭宗朗下跪致歉，請求柬埔寨政府原諒，懇求當局再給他們一次機會。
西港省長郭宗朗表示，犯下嚴重錯誤，不能只是口頭訓斥，如果原諒他們，還會有人繼續抹黑柬埔寨形象。根據柬埔寨法律規定，兩人必須承擔法律責任，將被移送法辦，刑滿後才能驅逐出境。

## 法院判決
2024年2月16日，西哈努克省初级法院將晚安小雞、阿鬧依違反煽動製造社會動亂罪，判處2年有期徒刑、柬幣400萬元（約新臺幣3萬元）罰金，刑滿後將強制遣返出境且終生不得入境柬埔寨。
此外，西哈努克省初級法院指出，「晚安小雞」、「阿鬧」來柬埔寨的目的，是為了拍攝關於人口販賣、凌虐、強姦和人體器官交易的造假影片。

## 后续
晚安小雞及阿鬧被捕後，事件逐漸引起國際關注，如英國媒體BBC以「Cambodia jails Taiwanese YouTuber for fake kidnap（台灣YouTuber因為假綁架案在柬埔寨入獄）」為題進行報導。
事件發生後，目前晚安小雞及阿鬧之粉絲專頁等平台皆已關閉，無法查看。
2024年2月17日，有網友在PTT發表文章，並曝光疑似為晚安小雞內部LINE群組的對話記錄，只見對話中的晚安小雞自稱成功逃出、回到飯店，還假意說道：「還好我把護照跟幾百塊美金放飯店，現在頭好痛…整個身心靈都卸下」、「我被綁在椅子上，後來有一個中國人進來跟他們講話，中國人叫我走，我不知道是不是真的放我走，我就一路一直跑、一直跑。」，引發熱議。
2024年3月3日，晚安小雞的官方LINE帳號声明会对任何未得授权的營利行為进行法律行动。。

## 各界回應
2024年2月17日，柬埔寨準副總理洪马尼對此事件強力譴責，表示完全令人無法容忍。
2024年2月18日，前總理、現任執政黨人民黨主席洪森發表談話表示針對晚安小雞與阿鬧直播造假案，柬埔寨政府堅決維護好國家聲譽，支持法院判決，一定要讓他們在監獄裡服滿刑期。